# Dubai Healthcare City (metropolitana di Dubai)
Dubai Healthcare City (in arabo مدينة دبي الطبية, Madīnat Dubay Āltṭbbīa) è una stazione della metropolitana di Dubai della linea verde. Venne inaugurata il 9 settembre 2011 e aperta al pubblico il giorno successivo.